# 3wPlayer
3wPlayer，代表一类捆绑有木马病毒的软件程序。它利用下载录像文件的用户，指导他们下载和安装观看录像所需的软件。

## DivoCodec
DivoCodec或Divo Codec也被鉴定为与3wPlayer类似的病毒。它指导用户下载编解码器用来观看AVI文件。
但实际上DivoCodec在用户的计算机上安装恶意软件，而不是真正的编解码器。DivoCodec有不同的变型。据悉它也写入其它进程的虚拟内存 (进程劫持).

## DomPlayer
DomPlayer与DivoCodec和3wPlayer相似。它也指导用户下载播放软件用来观看AVI文件。

## www.TorrentMovieSupport.com
与其他例子类似，播放电影文件导致用户进入网上链接，导致意想不到的结果。